# میلوش کوسانوویچ
میلوش کوسانوویچ (انگلیسی: Miloš Kosanović؛ زادهٔ ۲۸ مهٔ ۱۹۹۰) بازیکن فوتبال اهل صربستان است.
از باشگاه‌هایی که در آن بازی کرده‌است می‌توان به باشگاه فوتبال مشلان و باشگاه فوتبال استاندارد لیژ اشاره کرد.
وی همچنین در تیم‌های ملی فوتبال زیر ۲۱ سال صربستان و صربستان بازی کرده‌است.